# Jean Weichert
Jean Weichert est un footballeur français né le 13 août 1926 à Raismes (Nord) et mort le 10 août 2003 à L'Escarène (Alpes-Maritimes). 
Ce joueur a évolué comme ailier ou inter à Valenciennes. Il a participé à la montée parmi l'élite du club nordiste en 1956.

## Carrière de joueur
- avant 1947 :  Raismes
- 1947-1956 :  US Valenciennes Anzin[2]